# Cappella di San Lazzaro alla Marmorata
La cappella di San Lazzaro alla Marmorata era una cappella o una chiesa di Roma che sorgeva lungo la via Marmorata, presso l'arco di San Lazzaro, che faceva parte di un antico magazzino romano e che prese il nome da questa chiesa, al confine tra i rioni Ripa e Testaccio. Era dedicata a San Lazzaro, il fratello di Santa Marta, e a San Lazzaro il lebbroso.

## Storia
Nella tarda antichità, "Marmorata" era il nome di un quartiere di Roma che cominciava dalla basilica di Santa Maria in Cosmedin e occupava una fascia di terra stretta tra il colle Aventino e il fiume Tevere e anche la strada che circondava il lato occidentale del monte fino alla porta San Paolo (l'odierna via Marmorata). Quella che oggi corrisponde alla parte nord del rione Testaccio era conosciuta come Horreum, dal termine latino horrea, che indicava i grandi fienili che sorgevano nella zona.
Nel Medioevo, queste due aree erano popolate ed erano presenti varie chiese (almeno 13), ma solo quelle di San Lazzaro alla Marmorata e Sant'Anna a Ripa sopravvissero fino all'epoca moderna (oggi nessuna delle due esiste). Tutte le altre erano già state demolite nel sedicesimo secolo, quando la popolazione diminuì e l'aspetto della regione tornò a farsi più rurale. Prima del 1870, la via Marmorata era una piccola strada di terra che attraversava un villaggio di case sparse fino a un villaggio più grande presso la porta San Paolo.
Dai cataloghi delle chiese medievali, come il catalogo di Cencio Camerario, compilato da Cencio Savelli nel 1192, o il catalogo di Torino (1320 circa), è possibile avere una lista completa di queste chiese, ma è impossibile determinare esattamente dove sorgessero.

### Colonia di lebbrosi
Questa chiesa era la cappella di un lebbrosario, come era indicato nella dedica, e fu fondata tra il dodicesimo secolo e il quindicesimo. La chiesa propriamente detta era del quindicesimo secolo. Quando l'area perse gran parte della sua popolazione e le altre chiese furono demolite, questa cappella rimase al servizio dei residenti rimasti e dipendeva dalla chiesa di Santa Maria in Cosmedin, che fu la chiesa parrocchiale di tutto l'Aventino, la Marmorata e Testaccio fino ai tempi moderni.
In origine, la via Marmorata passava sotto l'arco di San Lazzaro, ma il tracciato fu modificato per passare attraverso il lato ovest alla fine del diciannovesimo secolo, quando gli edifici antichi legati a esso furono demoliti, inclusa la chiesa. L'arco propriamente detto venne lasciato in quanto era una rovina romana.

## Descrizione

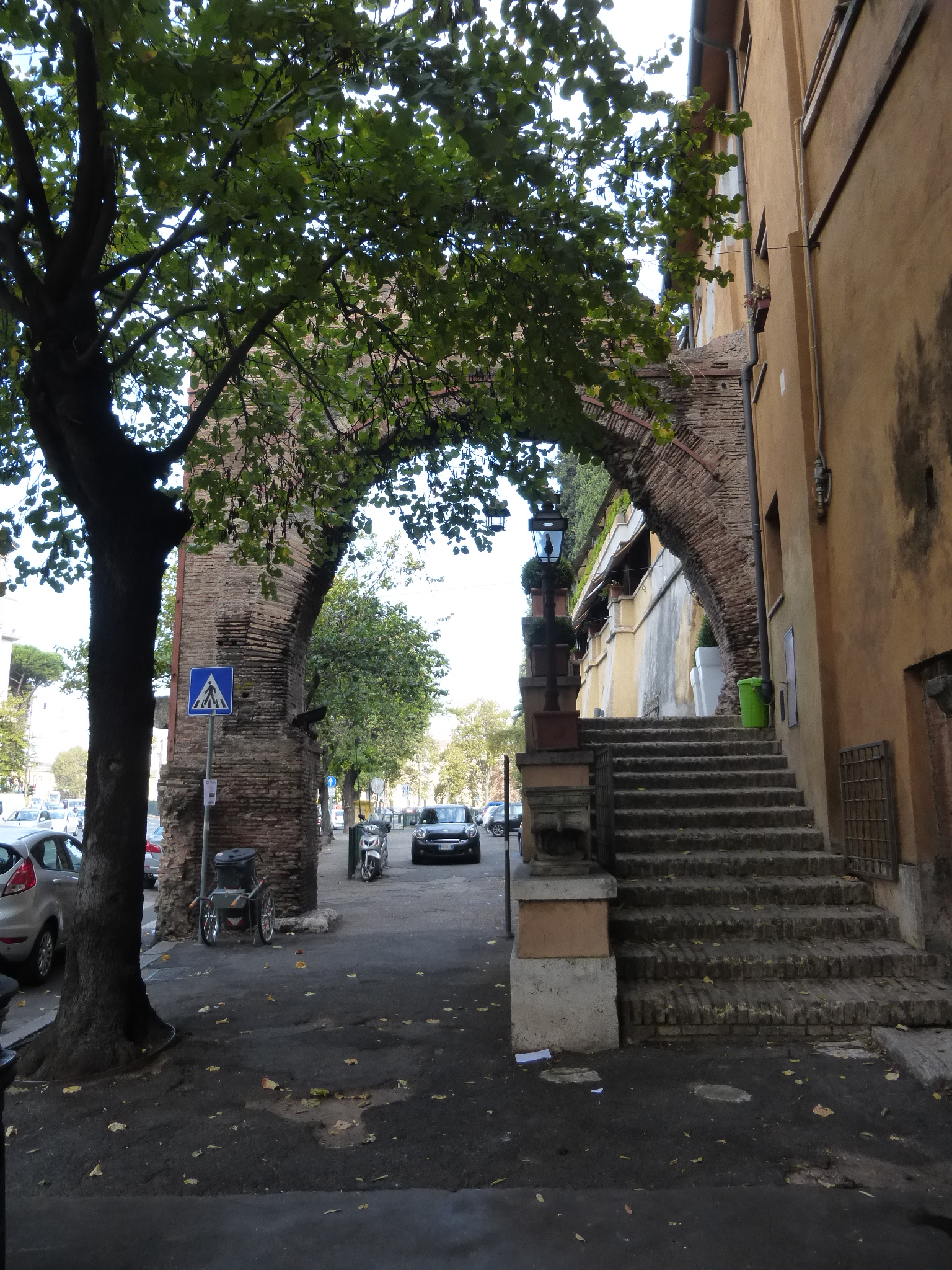
L'arco di San Lazzaro, presso il quale sorgeva la chiesa, nel 2014

La chiesuola sorgeva nel lato est della via antica. L'angolo sinistro della facciata era appoggiato all'angolo sud del pilastro orientale dell'arco. Nel 1891 l'archeologo Mariano Armellini la descrisse così:
Era un edificio rettangolare semplice e senza un'abside. La facciata aveva un'unica entrata con una porta di pietra sopra la quale c'era una piccola finestra quasi addossata all'architrave. Sopra di essa c'era una lapide incassata. Una cornice correva sotto la grondaia del soffitto per creare un frontone triangolare.
Sopra il corpo della navata c'era un secondo piano costruito appositamente, probabilmente per ospitare un sacerdote, con un tetto inclinato da sinistra a destra. La parete a sinistra di questo piano era collegata a un edificio vicino a due piani dell'altro lato dell'arco, e apparentemente vi si accedeva attraverso di esso.